# Dave Pegg

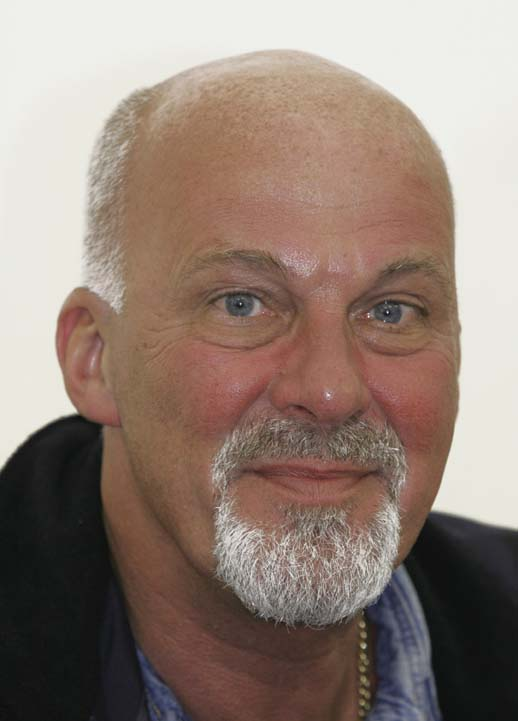
Dave Pegg 2005

Dave Pegg (* 2. November 1947 in Birmingham) ist ein britischer Folkrock-Bassist und -Sänger. Er ist vor allem für seine Arbeit mit Fairport Convention und Jethro Tull bekannt, hat aber mit zahlreichen weiteren Musikern zusammengearbeitet.

## Biografie
Pegg arbeitete zunächst in einem Versicherungsbüro. Als Sohn eines Sängers und Enkel eines Banjo-Spielers zog es ihn jedoch schließlich zur Musik hin und er brachte sich selbst bei, Gitarre zu spielen. Nachdem er eine Zeit lang bei Roy Everett’s Blueshounds als Leadgitarrist gespielt hatte, wechselte er zum Bass und schloss sich den Uglys unter der Leitung von Steve Gibbons an.
Mit der Zeit fand Pegg mehr und mehr Gefallen an Folkmusik und begann in den frühen 1960er Jahren, in Ian Campbells Band Bass und Mandoline zu spielen. Ende 1969 wurde er schließlich Mitglied der angesehenen Folkrock-Band Fairport Convention, der er bis heute angehört. Er wirkte erstmals auf dem Album Full House (1970) mit und wurde zum konstantesten Musiker der Band, deren Besetzungskarussell selten zum Stillstand kam.
1979 ersetzte Pegg John Glascock bei Jethro Tull und wirkte auf insgesamt sieben Studioalben der Band als Bassist (und gelegentlich an der Mandoline) mit, von A (1980) bis Roots to Branches (1995). Während dieser Zeit blieb Fairport Convention auch weiterhin sein Hauptprojekt, und als die Band in den 1990er Jahren einen Popularitätsschub erfuhr, gab er aufgrund ständigen Tourens 1995 seinen Job bei Jethro Tull auf. 2003 wirkte er noch einmal als Gast bei zwei Stücken des Jethro Tull Christmas Album mit.
Nebenbei gründete er das Label Woodworm Records, auf dem er 1983 sein Solo-Debüt The Cocktail Cowboy Goes It Alone veröffentlichte. 1998 erschien ein zweites Solo-Album Peggs namens Birthday Party.
Seit den frühen 1980er Jahren organisiert Dave Pegg das alljährlich stattfindende Festival in Cropredy, Oxfordshire. Zunächst war dies ein kleines Festival, das nur wenige Fairport-Convention-Fans besuchten, doch mittlerweile hat sich das Cropredy Festival als weltweit bekanntes Folkfestival mit jährlich über 20.000 Besuchern etabliert. Seit 1998 spielt Pegg neben seinen anderen Verpflichtungen, allen voran Fairport Convention, noch mit Steve Gibbons in der Band The Dylan Project. Mit dem Gitarristen dieser Band, PJ Wright, tritt Pegg seit 2006 als Duo auf und es wurden bereits zwei Alben veröffentlicht.
Sein Sohn Matt Pegg ist Bassist bei Procol Harum.

## Diskografie (Auswahl)

### Mit Fairport Convention
- 1970: Full House
- 1971: Angel Delight
- 1971: Babbacombe Lee
- 1973: Rosie
- 1973: Nine
- 1974: A Moveable Feast
- 1975: Rising for the Moon
- 1976: Gottle O’Geer
- 1977: The Bonny Bunch of Roses
- 1978: Tipplers Tales
- 1982: Meat on the Ledge
- 1985: Glady’s Leap
- 1987: In Real Time
- 1988: Red & Gold
- 1990: The Five Seasons
- 1994: 25th Anniversary Concert
- 1995: Jewel in the Crown
- 1996: Old New Borrowed Blue
- 1999: The Wood and the Wire
- 2002: XXXV: The 35th Anniversary Album
- 2004: Over the Next Hill
- 2005: Journeyman’s Grace
- 2008: Off the Desk
- 2011: Festival Bell
- 2012: Babbacombe Lee Live Again

### Mit Jethro Tull
- 1980: A
- 1982: The Broadsword and the Beast
- 1984: Under Wraps
- 1987: Crest of a Knave
- 1989: Rock Island
- 1991: Catfish Rising
- 1995: Roots to Branches

### Solo
- 1983: The Cocktail Cowboy Goes It Alone
- 1998: Birthday Party